# Florence Conrad
Pour les articles homonymes, voir Conrad.
Florence Conrad, née le 19 février 1886 à Chicago (États-Unis) et morte le 12 juillet 1966 à Rouziers-de-Touraine (37) est une américaine francophile connue essentiellement comme créatrice et commandante du Groupe Rochambeau formé d'ambulancières, engagé aux côtés de la 2e division blindée (2e DB) pendant la Seconde Guerre mondiale.

## Biographie

### Vie jusqu'en 1939
Américaine, née à Chicagoet dotée d’une grande fortune,, son père est le colonel John H. Conrad (1855-1928), un pionnier du Montana et de l'Alaska, allié à une grande famille de banquiers, et sa mère, Mabell Barnaby (1859-1939) est issue d'une riche famille new-yorkaise. Florence Barnaby-Conrad épouse à 21 ans Joseph Ford Thompson (1868-1920), dont elle a une fille née en 1908, puis Henry L. Rosenfeld (1868 - 1939). Etablie à Paris dès 1908, elle participe au premier conflit mondial en France en tant qu’infirmière de la Croix Rouge.

### Seconde Guerre mondiale
En septembre 1939, à la déclaration de guerre, Florence Conrad crée, de sa propre initiative, un foyer du soldat dans la Meuse, près de la ligne Maginot,.
Le succès de son foyer est tel que le général Huntziger lui demande d'en créer d'autres. Dans un livre publié en 1942, elle décrit les conditions de vie des soldats pendant la Drôle de guerre, qu'elle essaie d'améliorer par l'achat de couvertures et la distribution de denrées.
Après l'offensive allemande de mai 1940 , à l'aide de sa propre ambulance, Florence Conrad participe à l'évacuation des blessés de la zone des combats vers les hôpitaux. Faite prisonnière, elle parvient à s'échapper mais est reprise à la suite d'un accident. Libérée car américaine, Florence Conrad revient à Paris.
Comme elle parle couramment l'allemand, elle repart vers les Frontstalags pour permettre aux prisonniers d'informer leurs proches de leur sort. Elle repart aux États-Unis, à la fin de l'année 1940 où elle entreprend de lever des fonds auprès des administrations et de ses amis pour aider les prisonniers de guerre.
À New York, après le débarquement anglo-américain en Afrique du Nord de novembre 1942, elle décide de lever à nouveau des fonds pour acheter dix-neuf ambulances neuves, des Dodge WC54 pour aider l'armée française alors réarmée par les Américains. Elle recrute douze femmes françaises vivant à New York, dont Suzanne Torrès, qui sera son lieutenant, afin de créer une unité sanitaire à qui elle donne le nom de Groupe Rochambeau, en hommage au comte de Rochambeau, héros français de la guerre d'indépendance des États-Unis. Dès le 11 octobre 1943, arrivée à Rabat, elle se démène pour trouver un logement pour ses conductrices ambulancières et pour intégrer cette unité au sein de la 2e division blindée (2e DB) du général Leclerc.
Le Groupe Rochambeau rejoint la Grande Bretagne par convoi sur le paquebot Capetown Castle entre le 20 mai et le 31 mai 1944 et les ambulancières débarquent en Normandie à Utah Beach dans la nuit du 4 au 5 août 1944, elles participent à la bataille de Normandie et à la Libération de Paris.
Dès les premiers déploiements des ambulances en Normandie, Florence Conrad, alors âgée de 59 ans, cède le commandement du groupe à Suzanne Torrès avec pour mission d'accompagner la 2e division blindée (2e DB) jusqu'à la victoire. Florence Conrad reste à Paris et elle est détachée à l'hôpital militaire du Val-de-Grâce, chargée de l'hébergement à Paris des convalescents de la 2e D.B.
Elle est faite chevalier de la Légion d'honneur en 1945 ;, sa décoration lui est remise par le général Leclerc,. 

### Après la Seconde guerre mondiale
C'est au cours de cette cérémonie qu'elle rencontre son troisième mari, le colonel Paul Lanusse (1895-1981) avec qui elle achète le château des Grandes-maisons à Rouziers-de-Touraine,. Elle y décède le 4 juillet 1966 à l’âge de 80 ans, et est enterrée dans son uniforme de Rochambelle avec les honneurs militaires.

## Distinctions
- Chevalier de la Légion d'honneur[9]

- Croix de guerre 1939–1945

- Presidential Unit Citation[6]

## Publications
- Florence Conrad, Camarades de combat, Montréal (Québec), Valiquette, 1942, 345 p.